# Joël Matip
Joël Job Matip, nemško-kamerunski nogometaš, * 8. avgust 1991, Bochum, Nemčija.
Matip je trenutno član angleškega prvoligaša Liverpoola, pred tem je igral za Schalke 04. Občasno nastopa tudi za kamerunsko reprezentanco.

## Mladinska leta
Matipova mati je Nemka, medtem ko je njegov oče - bivši nogometaš Jean Matip - po narodnosti Kamerunec.  Njegov brat Marvin Matip in bratranec Joseph-Désiré Job se prav tako preživljata z igranjem nogometa.  Joël je svojo kariero pričel v bochumskem klubu SC Weitmar 45. Od leta 1997 do 2000 je svoje nogometno znanje pilil v šoli VfL Bochuma. Ob prelomu tisočletja je nato prestopil k mladinskemu pogonu kluba FC Schalke 04. S Schalkejevo B-mladinsko ekipo je leta 2008 osvojil Vestfalski pokal.

## Članska kariera
17. oktobra 2009 je po 9 letih treninga pod okriljem Schalkejevega mladinskega pogona končno dobil priložnost tudi v članskih vrstah. Tekmo proti Saarbrückenu je namreč začel v začetni postavi Schalkejeve druge ekipe. Prehod od druge do prve ekipe je bil zanj ekspresno hiter, saj je že tri tedne kasneje debitiral v modrem dresu rudarjev - in to kar na derbiju proti münchenskemu Bayernu. Derbi je pričel celo v začetni postavi, zaupanje trenerja Felixa Magatha je hitro upravičil, saj je v 43. minuti dosegel svoj prvi zadetek v članski karieri.  Z zadetkom je postavil tudi končni izid 1–1, po koncu srečanja so ga celo razglasili za igralca srečanja. 
2. marca 2010 je po dobri sezoni in pol rednega igranja za Schalke s svojimi delodajalci sklenil profesionalno pogodbo, ki ga s klubom iz Gelsenkirchna veže do konca junija 2013. 

## Reprezentančna kariera
23. decembra 2009 je Matipa vpoklical tedanji selektor kamerunske reprezentance Paul Le Guen. Slednji si je Matipa želel videti na prihajajočem Afriškem pokalu narodov 2010.  6. januarja 2010 je nato postalo jasno, da na turnirju ne bo nastopil, ker se je želel osredotočiti na svoje igre v Bundesligi.  Ob tem so ga nekateri posamezniki z Nemške nogometne zveze še vedno hoteli videti v dresu nemške reprezentance, kar ne bi bilo nič nenavadnega, saj se je navsezadnje rodil na nemških tleh. Do takega preobrata naposled vendarle ni prišlo. Matip resda ni nastopil na Pokalu narodov (čeprav so ga Kamerunci za to tedaj že registrirali, njegovega mesta pa niso mogli več zamenjati s kom drugim), a se je marca 2010 vendarle izjasnil o svojem sodelovanju s kamerunsko izbrano vrsto.   V rdečezelenem državnem dresu je tako debitiral na prijateljski tekmi z Italijo, selektor Le Guen pa ga je maja 2010 tudi uvrstil med potnike na afriško Svetovno prvenstvo 2010, ki je potekalo v Južni Afriki.  Prvo tekmo prvenstva proti Japonski je začel od prve minute, dokler ga ni v 63. minuti zamenjal Achille Emana. Tekma se je končala z japonsko zmago 1–0. Selektor Le Guen ga na naslednjih dveh tekmah ni več poslal v igro, Kamerun pa je v skupini E zasedel zadnje 4. mesto ter se poslovil od nadaljnjega tekmovanja.